# Cucayo
Cucayo es un barrio aislado dependiente de la localidad de Dobres, perteneciente a su vez al municipio de Vega de Liébana (Cantabria, España). Es el último núcleo habitado al que se accede por la carretera CA-894, que, proveniente de La Vega, capital del municipio, termina aquí. Cucayo dista unos 800 metros de Dobres.
En el pueblo, bañado por las aguas del Río Frío y declarado Conjunto Histórico Rural por su conservación del entorno natural y del modo de vida tradicional, pueden observarse varios ejemplos de arquitectura rural, incluyendo un antiguo potro de herrar de madera. También hay una pequeña ermita.
Dispone de un hotel y de un conjunto de casas rurales. A partir de Cucayo, puede ascenderse hacia los puertos de Pineda, donde se llevaba el ganado a pastar en verano.